# Rotuma lewisi
Rotuma lewisi är en fiskart som beskrevs av Springer, 1988. Rotuma lewisi ingår i släktet Rotuma och familjen Xenisthmidae. Inga underarter finns listade i Catalogue of Life.